# Emanuel von Sievers
Emmanuel von Sievers (Oblast' di Charkiv, 27 aprile 1817 – Livonia, 25 maggio 1909) è stato un politico, mecenate e artista tedesco.
Il conte von Sivers (in russo Эммануил Карлович Сиверс?, Emmanuil Karlovič Sivers) nacque nella tenuta di famiglia a Vodolagi in Ucraina da una famiglia di tedeschi del Baltico. Fu senatore dell'Impero Russo e Gran Maestro alla corte imperiale.

## Biografia
Figlio del generale Carl Gustav von Sievers (1772-1853), studiò prima a Cēsis, nel ginnasio di Birkenruh, e poi a San Pietroburgo, prima di prestare il servizio civile. Nel 1847 sposò la contessa Elise von Koskull (1824-1901). 

Direttore del Dipartimento di Culture Estere a Mosca nel 1858, sei anni più tardi fu nominato ciamberlano alla corte di Alessandro II di Russia. Eletto senatore nel 1873, nel 1877 divenne Gran Maestro di corte.
Nel 1878 fondò un birrificio nella sua città natale di Wenden (odierna Cēsis), che produceva la birra omonima Graf fon Zīverss.
Completò con successo la ricostruzione del castello di suo padre, compresa la biblioteca nella torre di Lademaher, di nuova costruzione.
Impegnato nella vita politica locale di Cēsis, fu un artista e mecenate, che realizzò alcune litografie del castello di Cēsis, pervenute fino ai giorni nostri.
Nel 1858 donò alla chiesa di Cēsis Jānis un altare dipinto dal pittore estone Johann Köler, del quale finanziò gli studi all'Accademia delle arti di San Pietroburgo. Köler, considerato il fondatore della pittura nazionale estone, in seguito diverrà noto in tutta Europa. Nel 1884 donò una vetrata affrescata a mosaico con gli armoriali e gli stemmi di Vidzeme, cui successivamente ne aggiunse un'altra relativa allo stemmario della famiglia von Sievers, ancora oggi visibile.
Morì il 12 maggio 1909 a Cēsis. Le spoglie riposano nella tomba di famiglia, nella Chiesa ortodossa locale della Trasfigurazione di Cristo.